# Ceratina bispinosa
Ceratina bispinosa là một loài Hymenoptera trong họ Apidae. Loài này được Handlirsch mô tả khoa học năm 1889.